# Santa Llúcia del Palau d'Anglesola
Santa Llúcia del Palau d'Anglesola és una petita església del Palau d'Anglesola (Pla d'Urgell) inclosa a l'Inventari del Patrimoni Arquitectònic de Catalunya.

## Descripció
Petita església d'una nau, afegida al cementiri.
Com a element d'interès hi ha l'espadanya a la qual es pot accedir interiorment.
Façana arrebossada i elements estructurals atirantats amb ferros.